# Bravo Airlines
Bravo Airlines was een Spaanse luchtvaartmaatschappij met thuisbasis in Madrid. Zij voert via haar dochteronderneming Bravo Air Congo vluchten uit binnen en vanuit Congo (Kinshasa).

## Geschiedenis
Bravo Airlines werd opgericht in 2004.

## Vloot
De vloot van Bravo Airlines bestaat uit: (augustus 2007)
- 1 Boeing B767-200(ER)